# Независимая группа за перемены
Незави́симая гру́ппа за переме́ны (НГЗП, англ. The Independent Group for Change) — центристская и проевропейская политическая партия в Великобритании. Толчком к образованию партии послужило создание так называемой «Независимой группы» — объединения членов парламента в Палате общин Великобритании, которое было основано 18 февраля 2019 года семью депутатами от Лейбористской партии, объявившими о своём уходе из партии вследствие неприятия политического курса, проводимого лидером лейбористов Джереми Корбином.

## Основание «Независимой группы»
По заявлению участников группы, они были вынуждены пойти на такой шаг из-за недостаточно активного противодействия со стороны Корбина и его сторонников выходу Великобритании из Европейского Союза (Брекситу), а также предполагаемому росту антисемитских настроений в Лейбористской партии. Кроме того, по мнению одного из основателей объединения, члена парламента от округа Илфорд — Юг Майка Гейпса, «Джереми Корбин и люди вокруг него находятся не на той стороне в очень многих международных вопросах, начиная с России и заканчивая Сирией и Венесуэлой».
Трём из семи учредителей группы — Гэвину Шукеру (Лутон — Юг), Крису Лесли (Ноттингем — Восток) и Анджеле Смит (Пенистон и Стоксбридж) — осенью 2018 года были вынесены вотумы недоверия членами соответствующих окружных партийных организаций.
Создание Независимой группы является самым крупным расколом в рядах Лейбористской партии со времён ухода так называемой «Банды четырёх» (Рой Дженкинс, Дэвид Оуэн, Билл Роджерс, Ширли Уильямс) и основания  Социал-демократической партии в 1981 году.

## Реакция
Джереми Корбин выразил сожаление по поводу того, что семь членов парламента сочли для себя невозможным продолжать работу над претворением в жизнь политики лейбористов, «которая вдохновила миллионы людей на последних выборах».
Заместитель лидера лейбористов и член парламента от округа Вест Бромвич — Восток Том Уотсон отметил, что этот раскол является поводом для «сожаления и рефлексии, а не гневных настроений либо торжествующих интонаций». Уотсон также высказал мнение, что если партия хочет остановить дальнейший исход из своих рядов, ей следует стать «добрее и мягче».
Ричард Бёргон, член парламента от округа Лидс — Восток, теневой министр юстиции и близкий союзник Корбина, сравнил «коалицию Чуки» со сформированным в 1931 году так называемым «национальным правительством» Джеймса Рамсея Макдональда, которое, по словам Бёргона, проводило политику «объёмных сокращений и наступления на общины рабочего класса».
Рассуждая о Люциане Бергер, член парламента от округа Брент — Север и теневой министр международной торговли Барри Гардинер подчеркнул, что «глубоко сожалеет» о её решении покинуть Лейбористскую партию. По мнению Гардинера, Бергер подверглась предельно интенсивной и позорной антисемитской травле.
Генеральный секретарь одного из крупнейших профсоюзов британских рабочих Unite the Union Лен Маккласки заявил, что в действиях участников Независимой группы, решивших покинуть партию спустя 18 месяцев после избрания в Палату общин в своих избирательных округах под знаменем программы Корбина, чувствуется «дуновение лицемерия».
Для лидера Партии либеральных демократов Винса Кейбла раскол в рядах лейбористов не был «неожиданным или нежелательным». По словам Кейбла, либеральные демократы готовы сотрудничать со всеми группами и лицами, поддерживающими идею референдума по поводу окончательного договора между Великобританией и Европейским Союзом по Брекситу.

## Расширение группы
19 февраля о своём присоединении к Независимой группе объявила Джоан Райан, член парламента от округа Энфилд — Север. Согласно ей, под руководством Корбина Лейбористская партия оказалась «заражена бичом антиеврейского расизма». Ранее, в сентябре 2018 года, члены окружной партийной организации вынесли Райан не имеющий обязательной силы вотум недоверия.
20 февраля в состав объединения вошли три члена парламента от Консервативной партии — Анна Субри (Брокстоу), Сара Уолластон (Тотнес) и Хейди Аллен (Южный Кембриджшир). В своём послании премьер-министру Терезе Мэй Субри, Уолластон и Аллен пояснили, что не могут больше оставаться в правящей партии, которая фактически переняла программные установки радикальных сторонников выхода Великобритании из Европейского Союза — Группы европейских исследований и Демократической юнионистской партии.

## Преобразование в политическую партию
29 марта 2019 года Хейди Аллен была назначена временным лидером организации. 16 апреля объединение было официально зарегистрировано Избирательной комиссией Великобритании в качестве политической партии под названием «Изменим Соединённое Королевство — Независимая группа» (ИСК-НГ). Приобретя статус политической партии, организация получила право выдвинуть кандидатов на выборах в Европейский парламент. 

## Выборы в Европейский парламент (2019)
К 16 апреля Независимая группа получила более 3700 обращений от людей, заинтересованных представлять объединение на выборах в Европарламент. Из числа этих претендентов для участия в избирательной кампании было отобрано 70 человек. ИСК-НГ на выборах представляли такие кандидаты, как тележурналист и писатель Гэвин Эслер, бывший министр финансов и вице-президент Совета Министров Польши Яцек Ростовский, а также журналистка Рэйчел Джонсон, сестра бывшего министра иностранных дел Великобритании Бориса Джонсона.
Во время избирательной кампании объединение высказывалось в поддержку идеи так называемого «народного голосования» (англ. People's Vote), которая предусматривает, что любой договор по Брекситу, согласованный правительством Великобритании с Европейским Союзом, должен быть вынесен на референдум.

## Раскол
4 июня Аллен, Бергер, Смит, Умунна, Уолластон и Шукер объявили о своём уходе из ИСК-НГ и намерении впредь заседать в Палате общин в качестве независимых членов парламента.

## Очередная смена названия
После того, как стало известно о планах «Независимой группы» сменить название на «Изменим Соединённое Королевство — Независимая группа», онлайн-платформа Change.org озвучила намерение воспрепятствовать тому, чтобы партия использовала новое наименование, напоминающее название петиционного портала. Столкнувшись с перспективой судебного разбирательства, представители ИСК-НГ обратились 13 июня в Избирательную комиссию с просьбой перерегистрировать объединение под новым наименованием — «Независимая группа за перемены».

## Бывшие представители партии в Палате общин

### Основатели

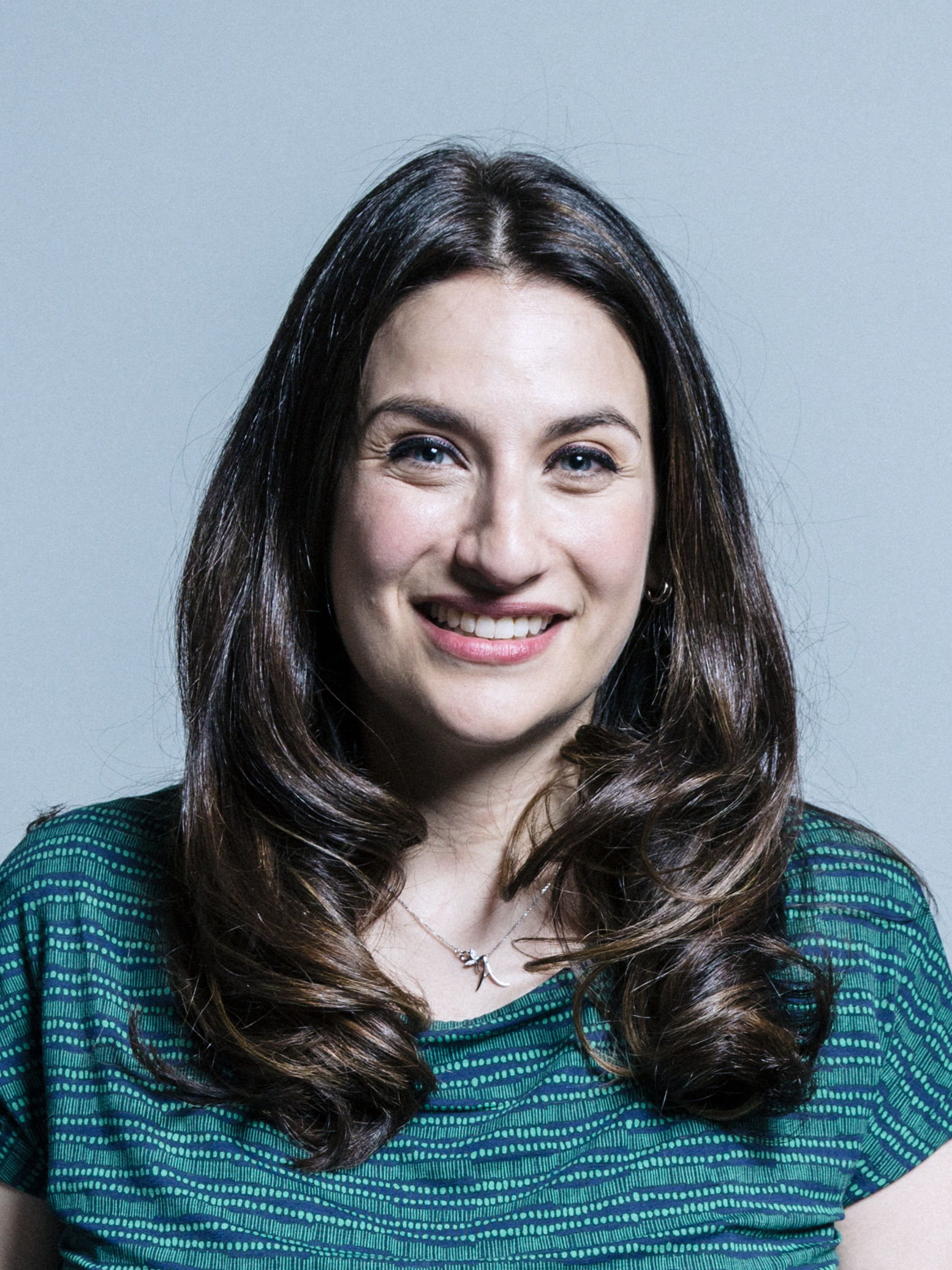
Люциана Бергер (Ливерпуль, Уэвертри)
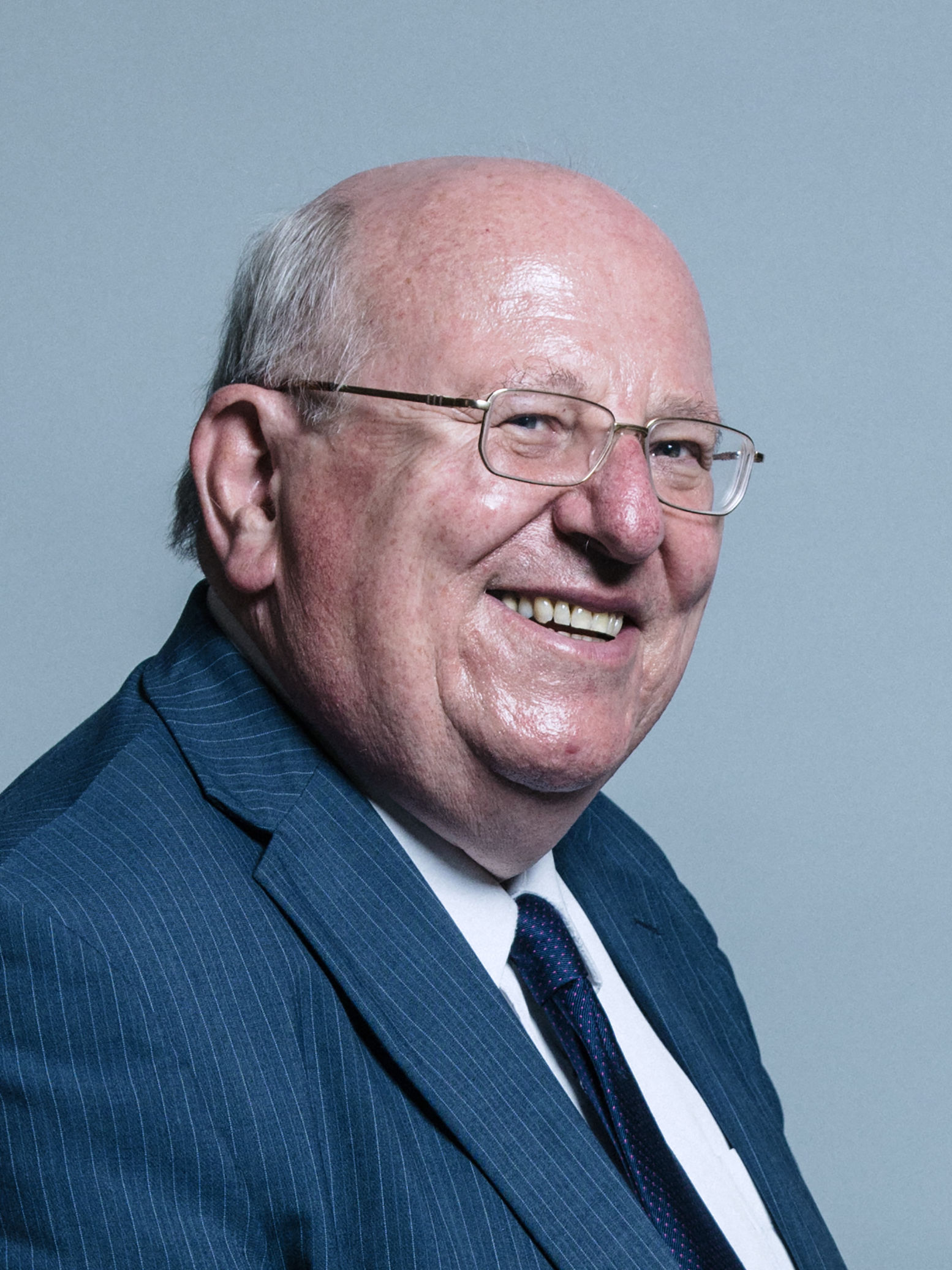
Майк Гейпс (Илфорд — Юг)
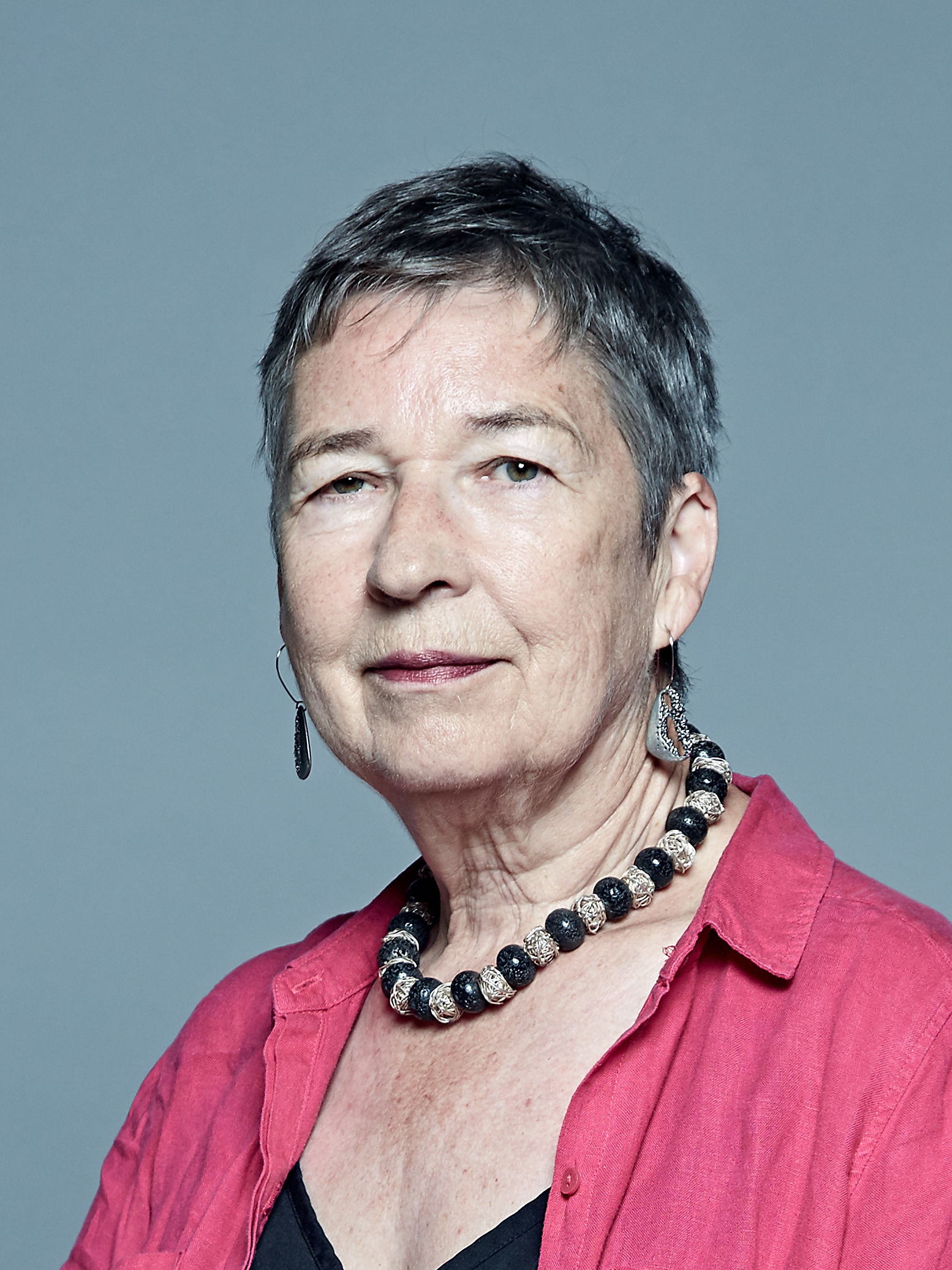
Энн Коффи (Стокпорт)
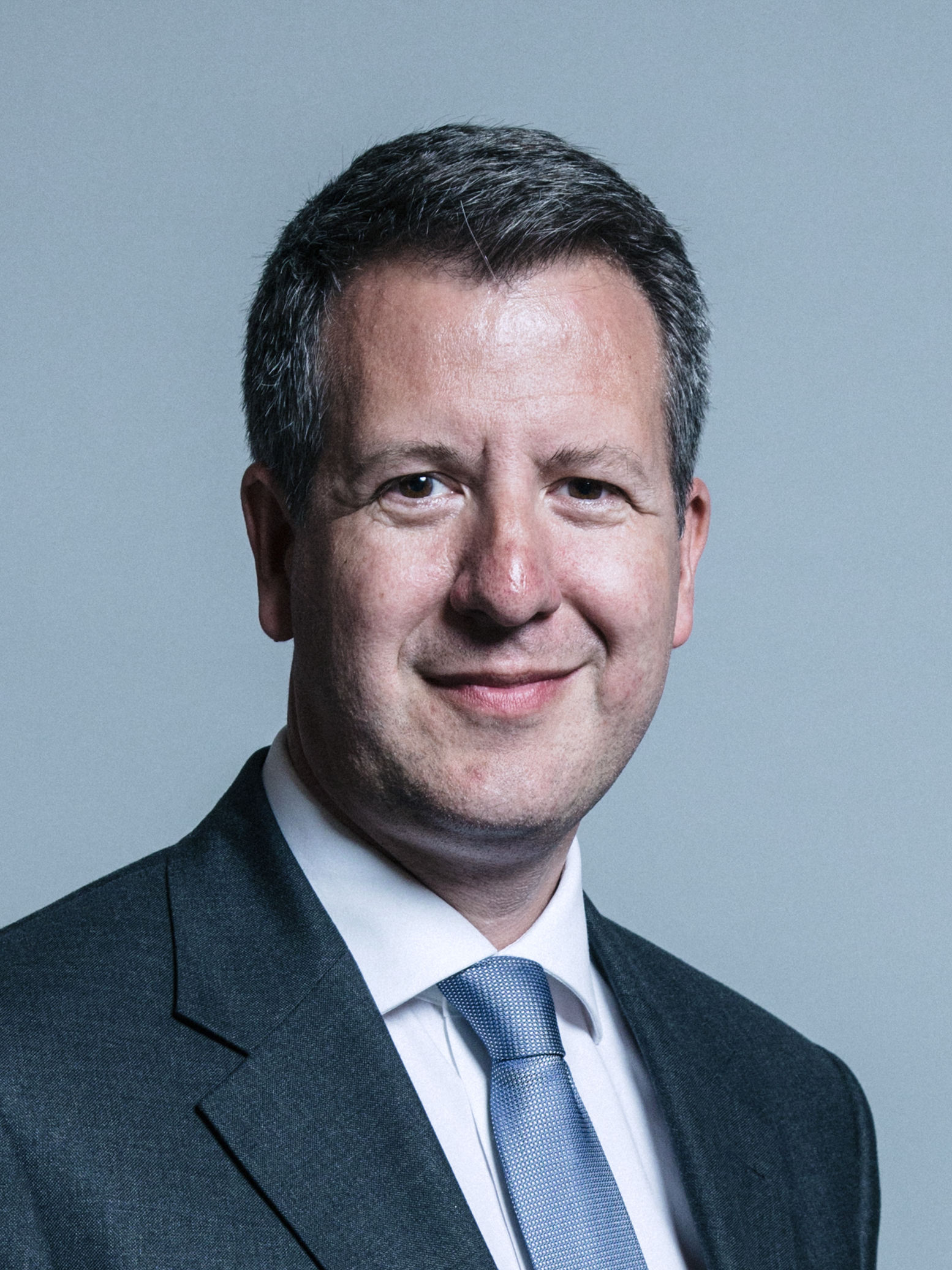
Крис Лесли (Ноттингем — Восток)
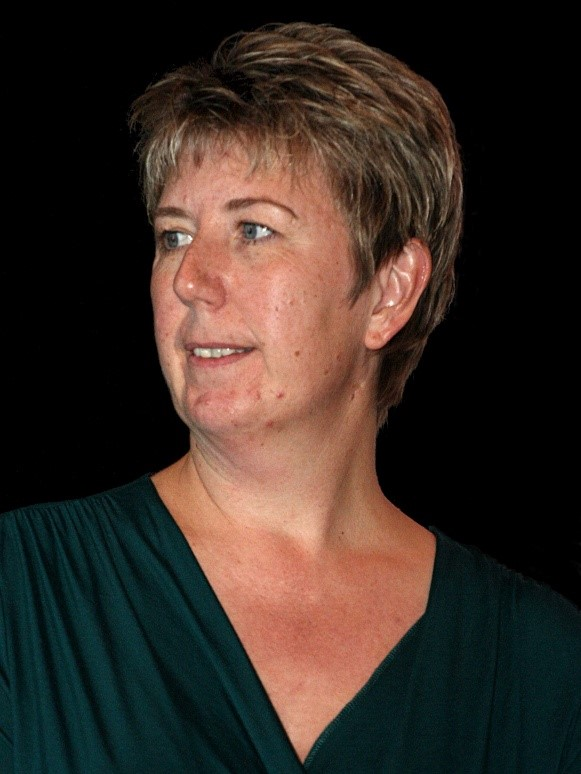
Анджела Смит (Пенистон и Стоксбридж)
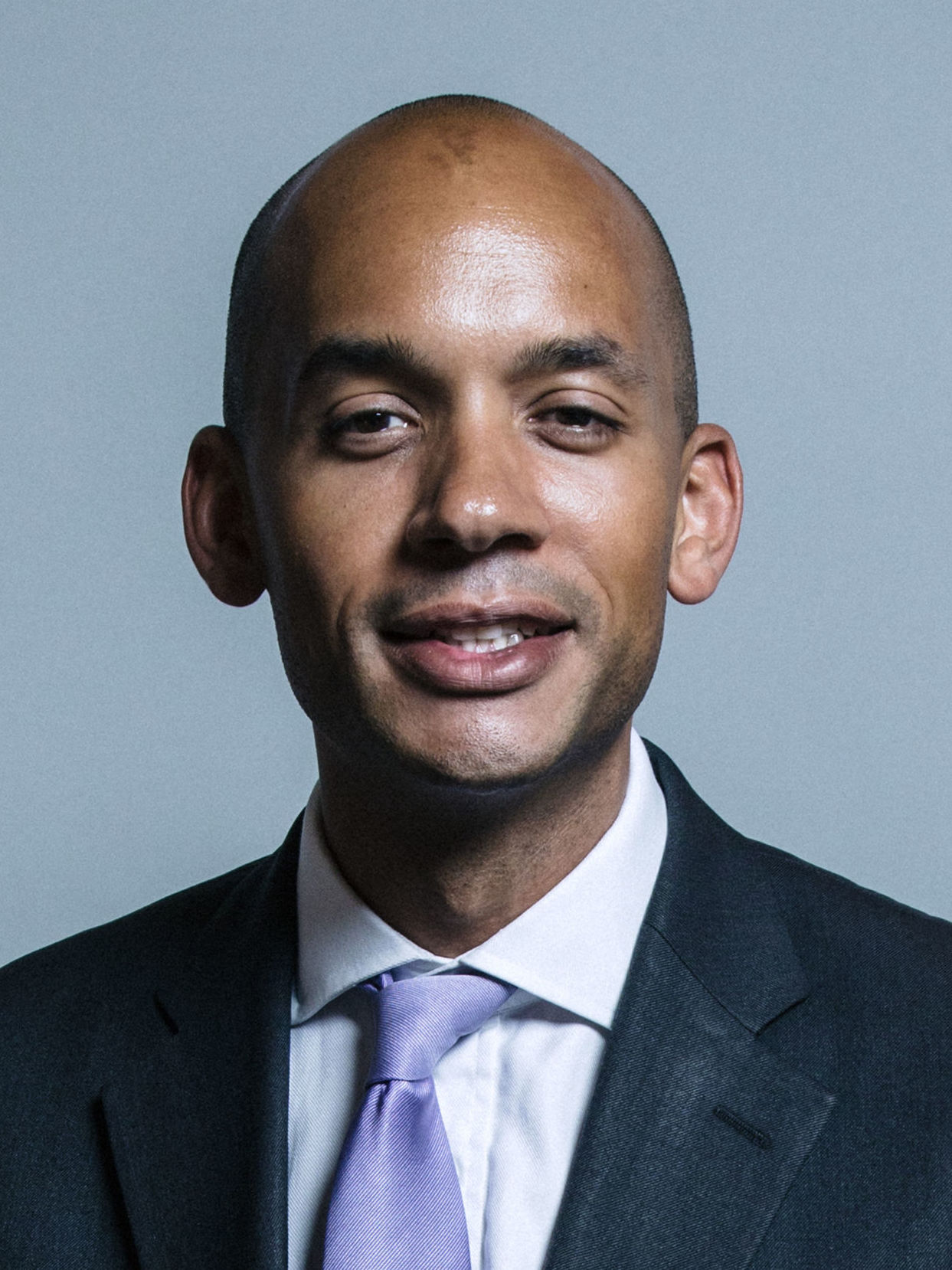
Чука Умунна (Стретем)
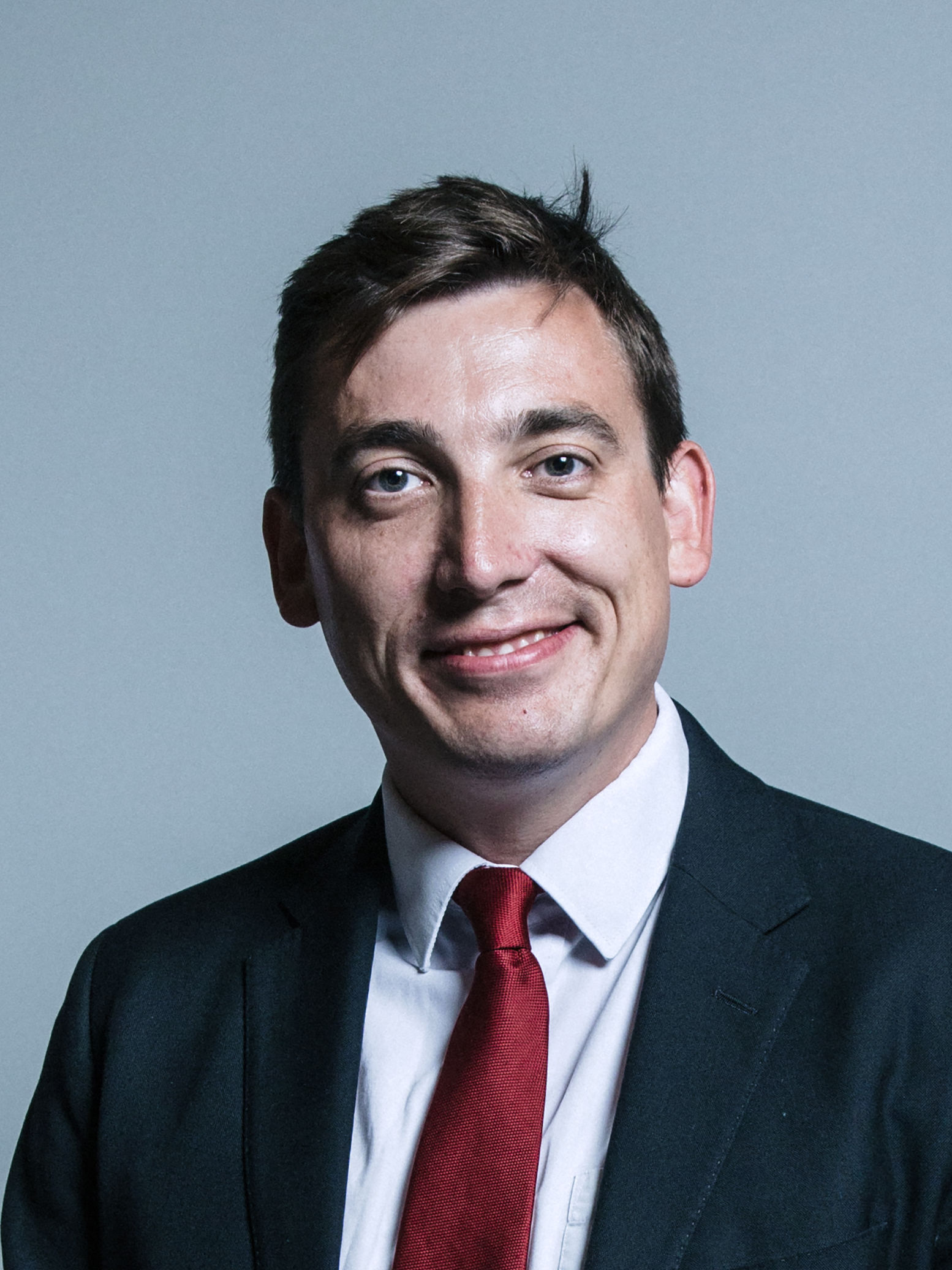
Гэвин Шукер (Лутон — Юг)

### Присоединившиеся позднее

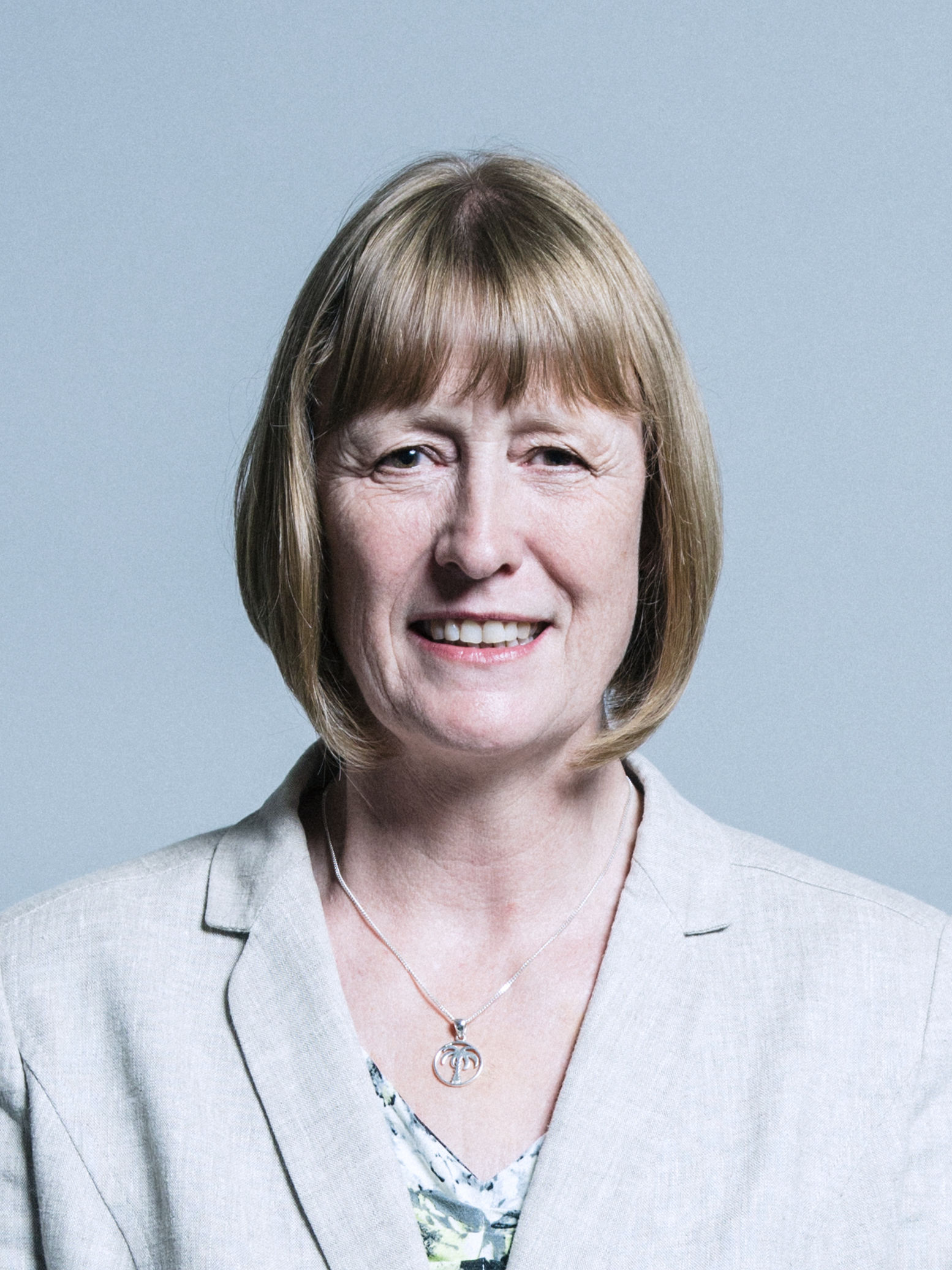
Джоан Райан (Энфилд — Север) 19 февраля
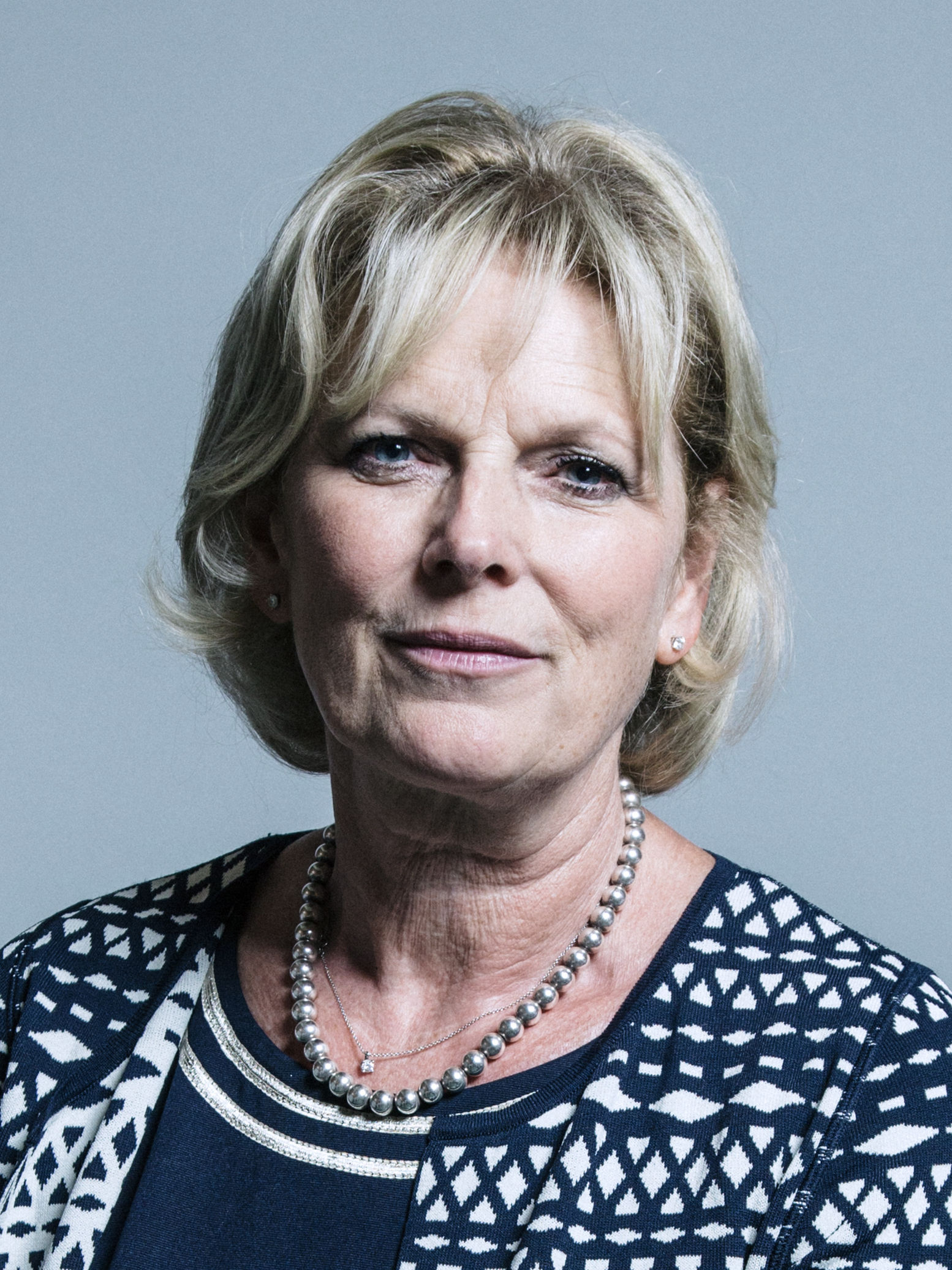
Анна Субри (Брокстоу) 20 февраля
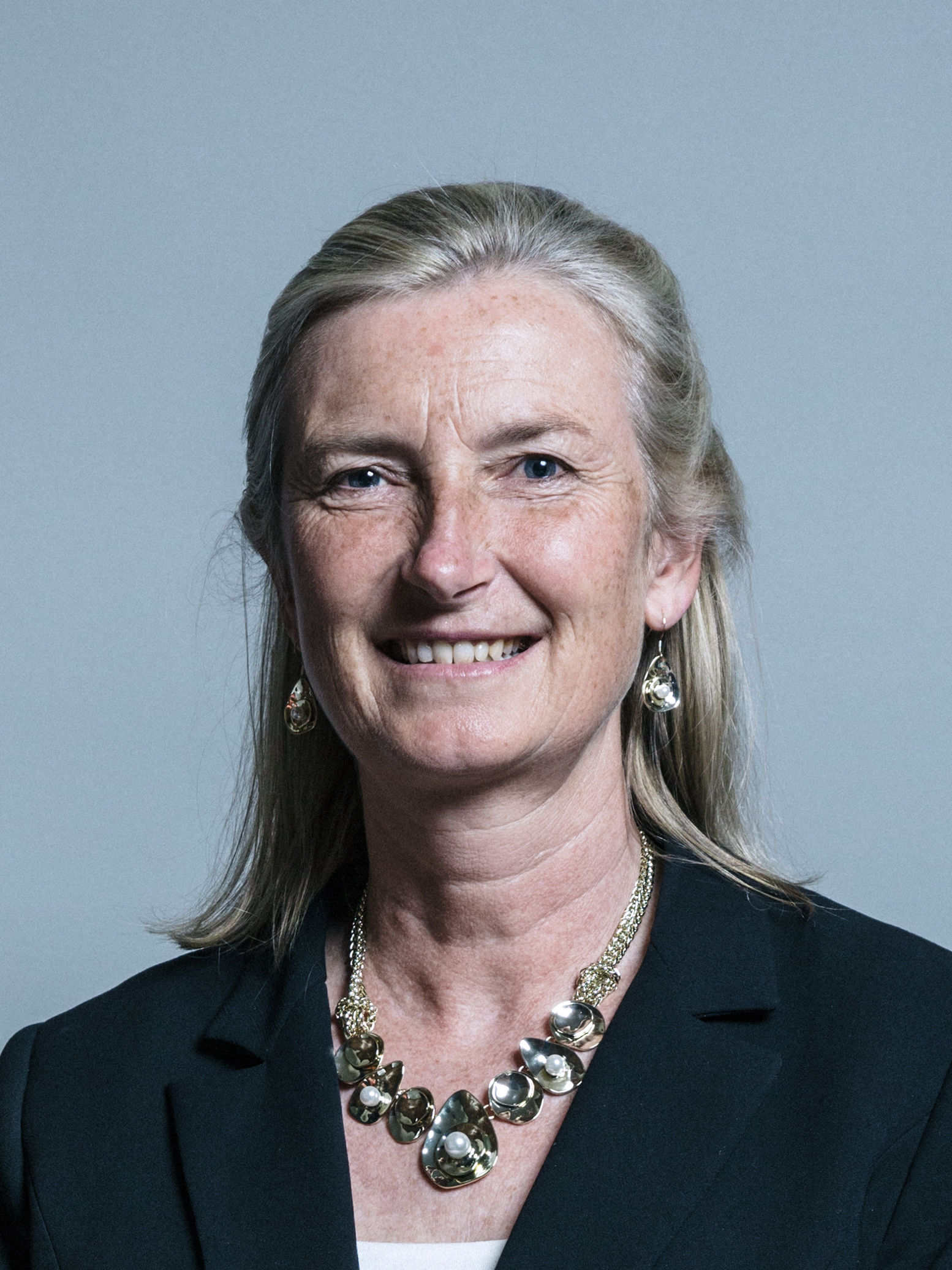
Сара Уолластон (Тотнес) 20 февраля
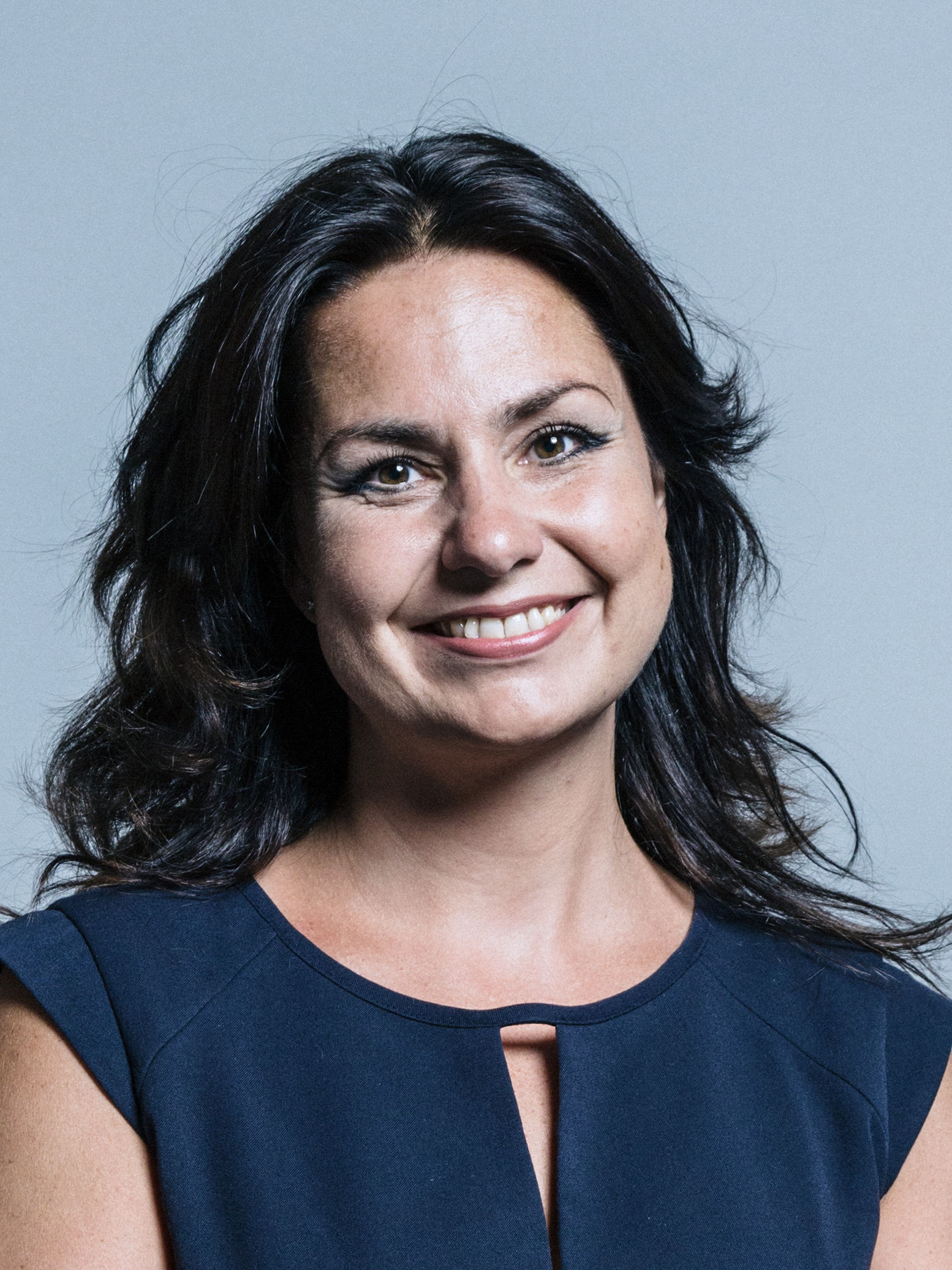
Хейди Аллен (Южный Кембриджшир) 20 февраля

## Комментарии
1. ↑  Объединение евроскептиков из числа парламентариев-консерваторов, возглавляемое Джейкобом Рис-Моггом.